# Peter S. Fischer
Pour les articles homonymes, voir Peter Fischer.
Peter S. Fischer (né en 1935 et mort le 30 octobre 2023 à Pacific Grove en Californie) est un écrivain, scénariste et réalisateur américain de télévision.

## Filmographie
- Arabesque (série) : créateur et réalisateur
- Saison 3 de Columbo Épisode 5 : scénario
- Saison 13 de Columbo Épisode 2 : scénario
- L'Aigle et le Vautour (Once an Eagle) : scénario
- Charlie Cobb Détective : Belle nuit pour une pendaison : scénario et production

## Distinctions
- 1985 : Prix Edgar-Allan-Poe du meilleur épisode de série télévisée[2]